# Ligne S3 du RER bruxellois
Pour les articles homonymes, voir S3.
La ligne S3 du RER bruxellois, plus simplement nommée S3, est une ligne de train de l'offre ferroviaire suburbaine à Bruxelles, étape du projet Réseau express régional bruxellois, elle relie le nord-ouest au sud-ouest en traversant Bruxelles : Termonde - Bruxelles - Zottegem.
Elle emprunte les infrastructures de la ligne 60 (Bruxelles - Termonde), de la ligne 50A (Bruxelles-Midi - Ostende) et de la ligne 89 (Denderleeuw - Courtrai).

## Histoire
La ligne S3 fait partie de l'offre ferroviaire S de Bruxelles lancée le 13 décembre 2015,.
Elle permet la desserte conjointe des lignes 60 et 89 en passant par Bruxelles et Denderleeuw.
Elle est actuellement exploitée au rythme d’un train par heure dans chaque sens avec deux trains supplémentaires vers Zottegem ou Termonde départ de Bruxelles les jours ouvrables aux heures de pointe.
Depuis le 13 décembre 2020, les trains S3 circulent aussi le week-end, entre Zottegem et Bruxelles, et ont leur terminus à Schaerbeek.
Le tout premier train S3 de la journée est prolongé depuis Audenarde, tandis que le tout dernier train S3 circule à destination d’Audenarde ; ces trains desservent les gares de Munkzwalm, Sint-Denijs-Boekel et Audenarde.

## Infrastructure
Ces trains empruntent les lignes de chemin de fer suivantes :
- ligne 60 de Termonde à Y Jette
- ligne 50 de Y Jette à Bruxelles-Nord
- (uniquement trains supplémentaires en provenance ou à destination de Schaerbeek) ligne 36N, 36 ou 27 de Schaerbeek à Bruxelles-Nord
- ligne 0 (jonction Nord-Midi) de Bruxelles-Nord à Bruxelles-Midi (en principe voie 0/2 à l'aller et voie 0/1 au retour)
- ligne 50C de Bruxelles-Midi à Y Sint-Katarina-Lombeek
- ligne 50A/2 de Y Sint-Katarina-Lombeek à Denderleeuw
- ligne 89 de Denderleeuw à Zottegem (ou le cas échéant à Audenarde).

Toutes ces lignes sont à double voie (ou plus); elles sont électrifiées en 3 kV CC.

## Liste des gares

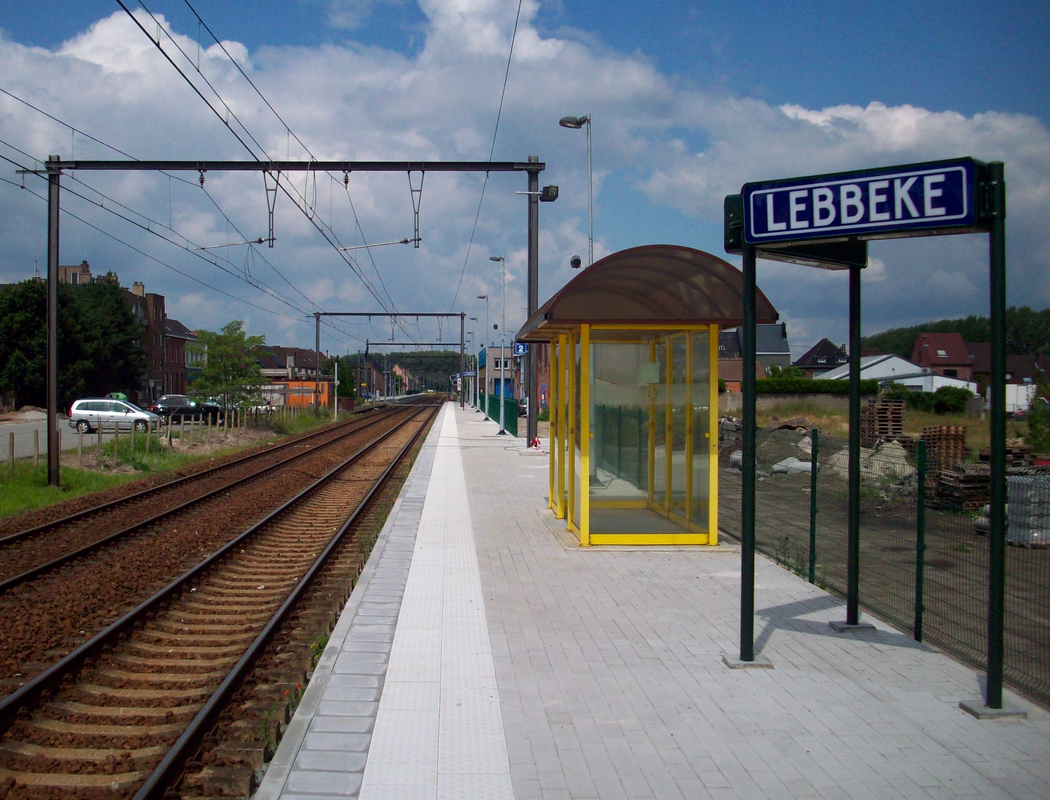
Lebbeke

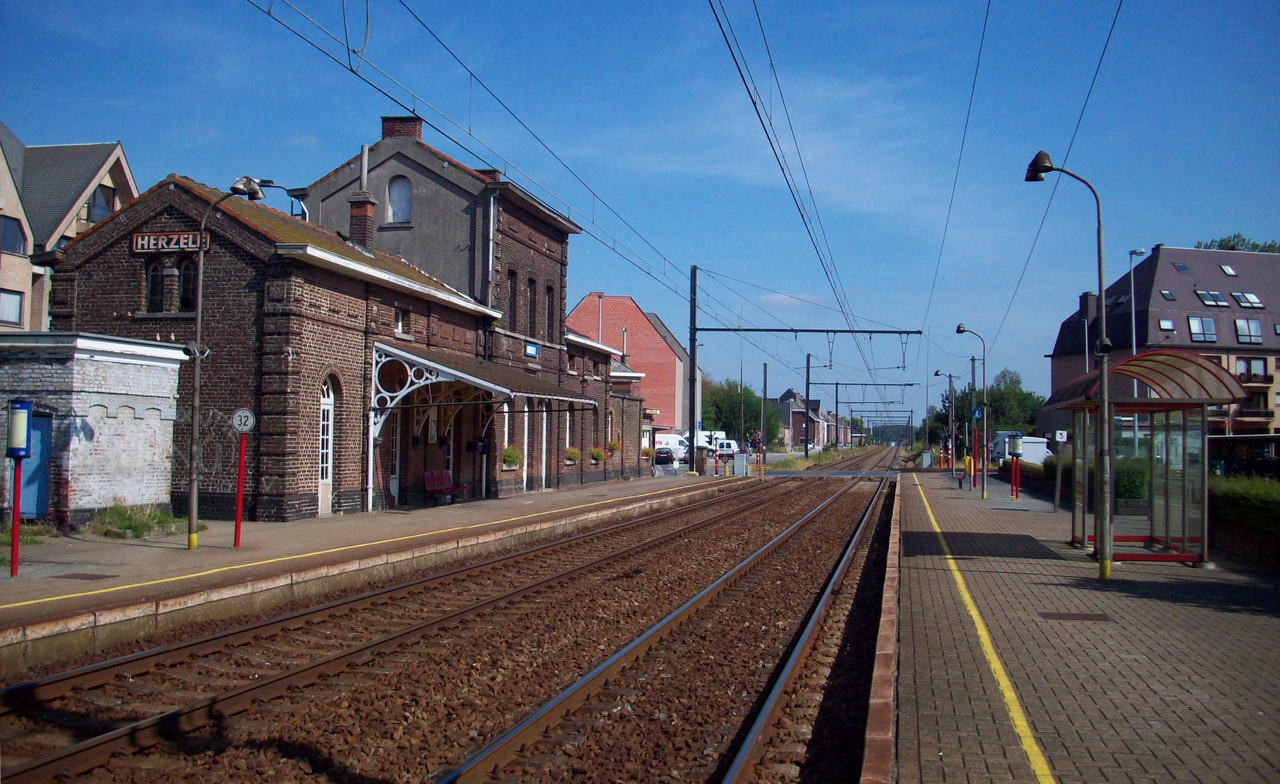
Herzele

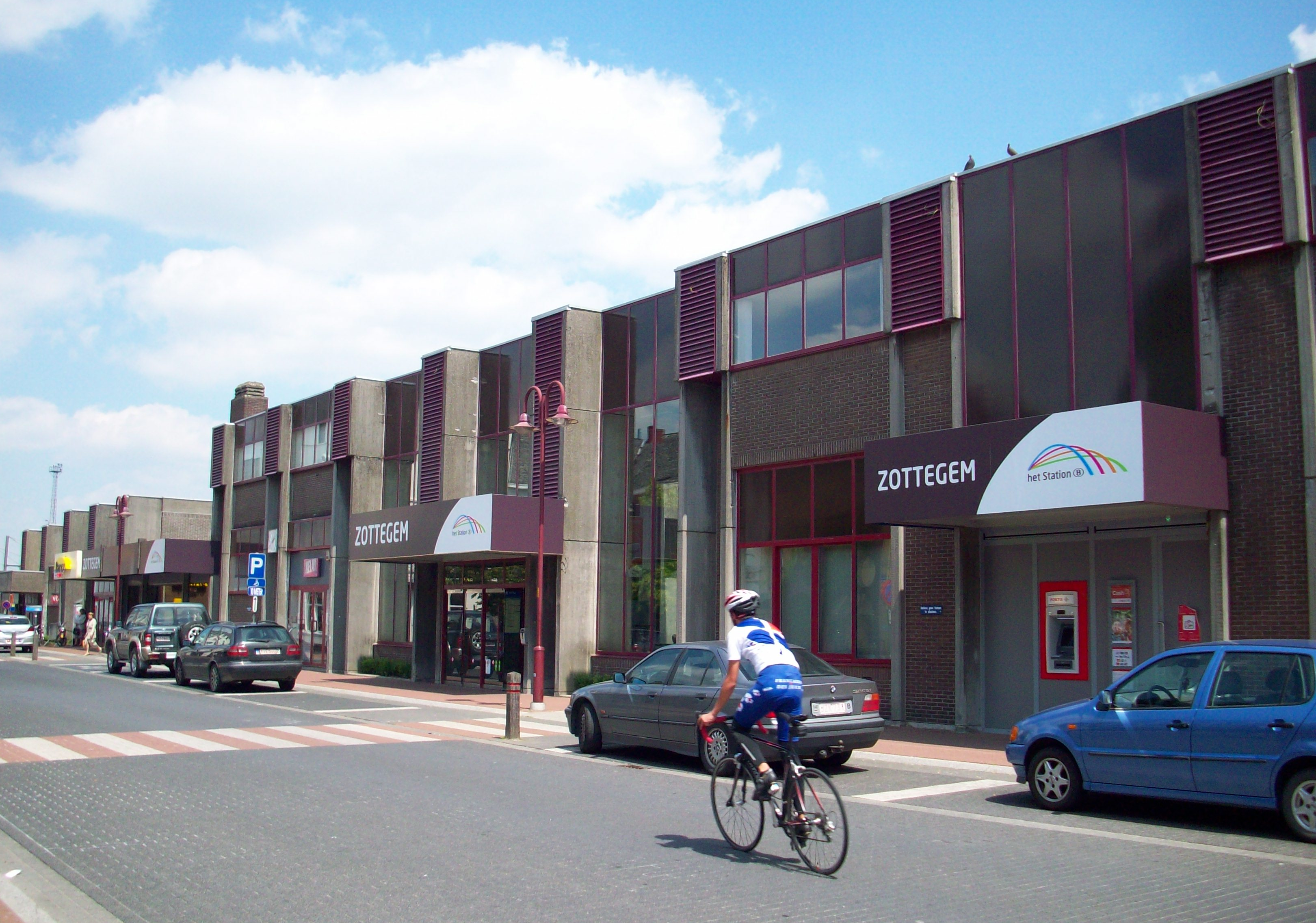
Zottegem

La desserte de la ligne S3 comporte les gares suivantes :
- Termonde
- Saint-Gilles (non desservi par les trains supplémentaires)
- Lebbeke
- Heizijde (non desservi par les trains supplémentaires)
- Opwijk
- Merchtem
- Mollem (non desservi par les trains supplémentaires)
- Asse
- Zellik
- Jette
- Bockstael
- Schaerbeek (uniquement desservi par les trains supplémentaires)
- Bruxelles-Nord
- Bruxelles-Central
- Bruxelles-Midi
- Anderlecht (depuis le 13 décembre 2020)[4]
- Liedekerke (uniquement desservi par les trains supplémentaires)
- Denderleeuw
- Welle (non desservi par les trains supplémentaires)
- Haaltert
- Ede
- Burst
- Terhagen (non desservi par les trains supplémentaires)
- Herzele
- Hillegem (non desservi par les trains supplémentaires)
- Zottegem

## Exploitation
Tous les trains réguliers de la ligne S3 sont composés d’automotrices Siemens Desiro ML série AM08 de la SNCB. La plupart des trains sont composés de deux automotrices (soit six voitures) ou trois automotrices (neuf voitures), plus rarement une seule (trois voitures).
Le premier et le dernier train de la journée circule de- ou vers Audenarde.
Il existe également des trains supplémentaires également en heure de pointe qui circulent de et vers Bruxelles aux heures de pointe
- deux trains S3 Termonde - Bruxelles-Midi (le matin)
- deux trains S3 Zottegem - Schaerbeek (le matin)
- deux trains S3 Bruxelles-Midi Termonde (l’après-midi)
- deux trains S3 Schaerbeek - Zottegem (l’après-midi)

Ces trains sont composés de rames tractées de voitures M4 (sept ou dix voitures) remorquées par une locomotive série 18 ou 21.

## Projets
Le passage à une cadence de deux trains par heure a été envisagé en 2020. Le prolongement vers Zottegem de trains S8 a été décidé à la place, doublant dans les faits le nombre de trains entre Bruxelles-Nord et Zottegem.
La circulation de trains S3 le samedi est prévue à partir de décembre 2024.